# خالد عبد الله الشقفة
خالد عبد الله الشقفة (1905 - 1977) فقيه شافعي ورئيس جمعية علماء حماة. ولد في مدينة حماة عام 1905م في عائلة معروفة بكثرة علمائها.
وهو من علماء مدينة حماة المشهود لهم بالعلم والتقوى. عاصر الشيخ محمود عبد الرحمن الشقفة الحموي. من أشهر كتبه ومؤلفاته كتاب الدراسات الفقهية على مذهب الإمام الشافعي، الذي نشر عام 1966، ويعد أحد كتب الشافعية المعتبرة في هذا العصر. عُيِّن مدرساً عاماً في بلدة سلمية التابعة لمحافظة حماة من عام 1942م وحتى عام 1954 م. تتلمذ على يديه العديد من العلماء والمشايخ. توفي فجر يوم الجمعة في رمضان 1397هـ الموافق لعام 1977م.

## مواقفه السياسية
عرف عنه أنه لا ينتمي إلى حزب معين وإنما كان عالما مختصا بالفقه الشافعي، ابنه محمد رياض الشقفة هو المراقب العام الحالي لجماعة الاخوان المسلمون في سورية، وقد شارك مع الشيخ محمد الحامد في الإفراج عن المعتقلين وفك إضراب مدينة حماة في أحداث عام1964 التي قصف الجيش فيها مسجد السلطان على رؤوس المعتصمين.
كما شارك في الاعتراض على الدستور الذي أقره الرئيس السابق حافظ الاسد عام1973 وقد ظهر رافعا عصاه في وجه الرئيس السوري الذي عرف عنه القمع الشديد لمعارضيه.